# Aerostatik

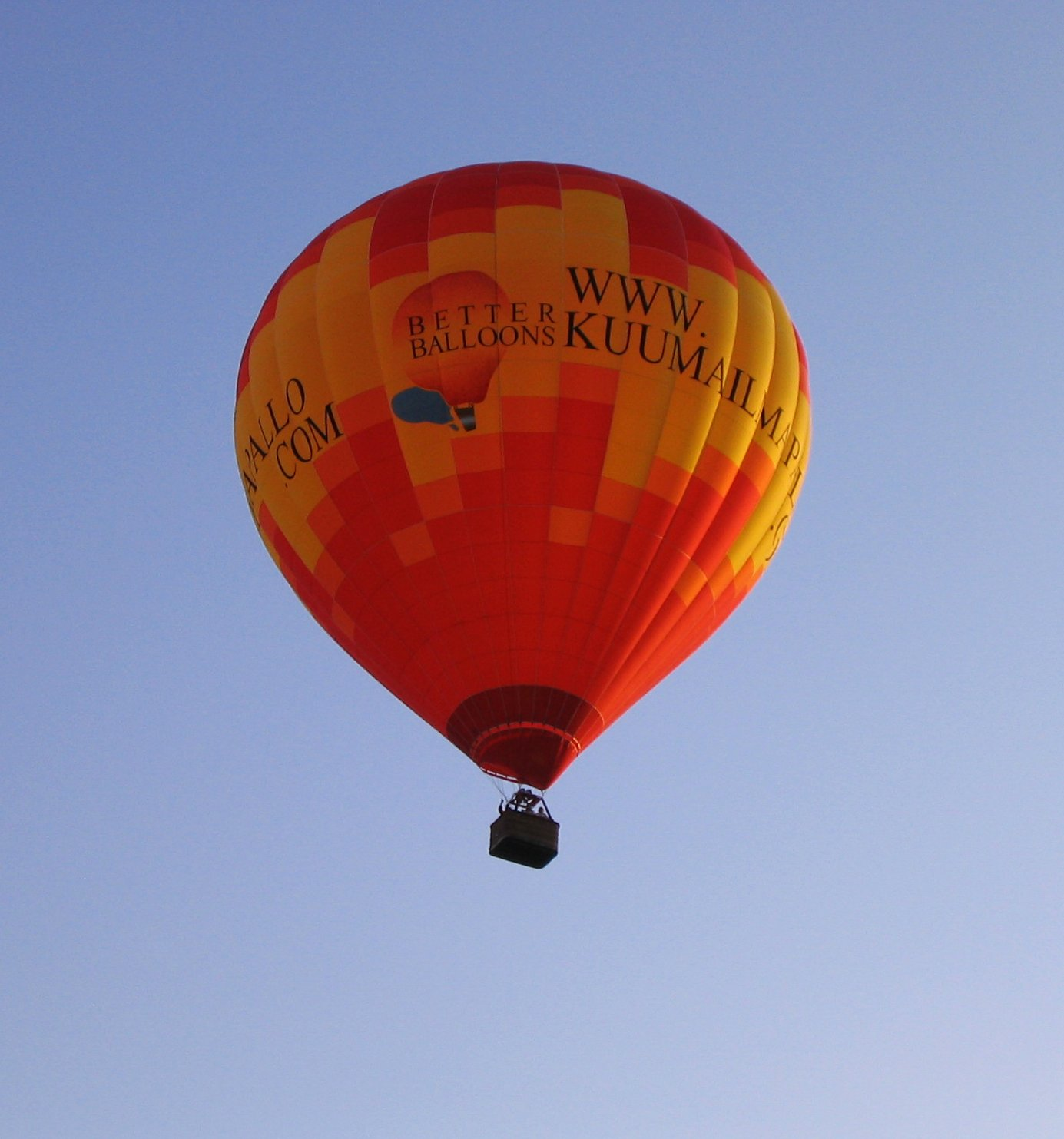

Die Aerostatik ist die Lehre von Gasen, die in einem ruhenden oder bewegten Bezugssystem, in dem die Betrachtungen durchgeführt werden, in Ruhe sind.:165 Sie ist das Teilgebiet der Fluidstatik, das die kompressiblen, nicht-tropfbaren Fluide behandelt.:4 Es wird die Ideale Gasgleichung angenommen, die die Dichte als Funktion des Drucks und der Temperatur angibt, im Gegensatz zur Hydrostatik, die eine näherungsweise konstante Dichte benutzt.:197 Die Aerostatik beschäftigt sich mit der Dichteverteilung, vornehmlich in der Luft und Erdatmosphäre, wo #Barometrische Höhenformeln von Interesse sind.:199f:45f:27ff:165

## Gegenstand

### Eigenschaften der Gase
Die in den Hauptartikeln beschriebenen Eigenschaften von Gasen werden hier ohne Anspruch auf Vollständigkeit aufgelistet.
Gase
- sind im gasförmigen Aggregatzustand,
- füllen den zur Verfügung stehenden Raum vollständig aus,
- bilden Grenzflächen gegenüber Festkörpern und Flüssigkeiten aus, wobei Grenzflächen zu einer Flüssigkeit freie Oberflächen genannt werden,
- besitzen keine Oberflächenspannung und sind dadurch, im Gegensatz zu Flüssigkeiten, nicht tropfbar,
- setzen einer volumenerhaltenden Formänderung so gut wie keinen Widerstand entgegen,
- haben im Vergleich zu Flüssigkeiten eine höhere Kompressibilität[2]:7 und geringere Dichte und
- können mit anderen Gasen homogene Gemische bilden, in denen jedes Gas einen seinem Anteil entsprechenden Partialdruck ausübt.

Ruhende Gase
- passen sich jeder Gefäßform an,
- sind im hydrostatischen Spannungszustand, d. h. der Druck ist ein Skalar, richtungsunabhängig und nur eine Funktion des Ortes,[2]:36
- besitzen eine allenfalls ortsabhängige aber nicht zeitabhängige Dichte,[1]:165 die im homogenen Schwerefeld auf Niveauflächen des Drucks (Isobaren) konstant ist,[3]:22,
- haben eine allenfalls ortsabhängige aber nicht zeitabhängige Temperatur, die bei idealen oder sich (näherungsweise) ähnlich verhaltenden Gasen auf Isobaren konstant ist[4]:164 und
- können nur dann eine stabile Schichtung aufweisen, wenn das Gas mit der geringeren Dichte über dem mit der größeren Dichte liegt[3]:23, siehe #Stabile Atmosphärenschichtungen.

### Erdatmosphäre
Durch Witterungseinflüsse schwanken die Temperatur und Feuchtigkeit der Luft und damit auch ihre Dichte in der Erdatmosphäre sowohl örtlich als auch zeitlich unvorhersehbar. #Barometrische Höhenformeln liefern deshalb oft unbrauchbare Werte. Zu Vergleichszwecken und Berechnungen in der Ballistik, Flug- und Raketentechnik wurde die Normatmosphäre in Tabellen oder Diagrammen niedergelegt.:46

## Gesetze der Aerostatik
Die Aerostatik setzt ruhende Luftmassen voraus, sodass in ihnen alle Luftströmungen, zumindest relativ zum gewählten Bezugssystem, zur Ruhe gekommen sind. Im Gleichgewicht bleibt die Luft in Ruhe und es können folgende Gesetzmäßigkeiten angewendet werden:
- das #Erstarrungsprinzip,
- die #Grundgleichung der Aerostatik,
- die #Ideale Gasgleichung und
- #Barotropie.

### Erstarrungsprinzip
Das Erstarrungsprinzip drückt die nützliche Tatsache aus, dass ein sich im Gleichgewicht befindendes Gas im Gleichgewicht bleibt, auch wenn Teilbereiche davon erstarren.:31 Auf solchermaßen erstarrt gedachte Gasballen können dann Einzelkräfte aufgebracht werden, was ansonsten nicht ohne Weiteres denkbar ist.

### Grundgleichung der Aerostatik
Das aerostatische Grundgesetz in differentieller Form drückt die Erfahrungstatsache aus, dass der Atmosphärendruck mit der Höhe abnimmt:
{\displaystyle {\frac {\mathrm {d} p}{\mathrm {d} h}}=-\rho g\quad \leftrightarrow \quad {\frac {\mathrm {d} p}{\rho }}=-g\,\mathrm {d} h}
Die Änderung des Drucks dp bei einer kleinen Höhenänderung dh ist proportional zur Dichte ρ und Schwerebeschleunigung g. Wie das negative Vorzeichen zeigt, ist dp negativ, wenn dh positiv ist. Der Druck nimmt mit zunehmender Höhe ab, und das, weil das Gewicht der darüber liegenden Luftsäule abnimmt. In der letzten, rechten Gleichung stehen auf der linken Seite druckabhängige und auf der rechten Seite nur höhenabhängige Größen, was eine Trennung der Variablen bedeutet.
Ist das Koordinatensystem nicht parallel zur (resultierenden) Beschleunigung g ausgerichtet, dann kann die Grundgleichung in jeder Koordinatenrichtung xj aufgeschrieben werden:166
{\displaystyle {\frac {1}{\rho }}{\frac {\partial p}{\partial x_{j}}}=g_{j}}
und das zu einer koordinatenunabhängigen Vektorgleichung:164
{\displaystyle {\frac {1}{\rho }}\nabla p={\vec {k}}+{\vec {k}}_{f}}
zusammengefasst werden, siehe Fluidstatik#Allgemeine fluidstatische Grundgleichung. In der Formel ist noch die Führungskraft {\displaystyle \rho {\vec {k}}_{f}} aufgenommen, die als Scheinkraft in beschleunigten Bezugssystemen auftritt; in Inertialsystemen ist die Führungskraft null.
Bei großen Höhendifferenzen oder hoher geforderter Präzision kann die Schwerebeschleunigung nicht mehr als konstant gelten, sondern nimmt mit der Höhe ab::200
{\displaystyle g(h)={\frac {g_{0}}{\left(1+{\frac {h}{R}}\right)^{2}}}}
siehe Newtonsches Gravitationsgesetz#Gravitationsbeschleunigung. Hier ist R der Erdradius und g0 die Schwerebeschleunigung bei h=0.

### Ideale Gasgleichung
In der Aerostatik wird meistens ein ideales Gas betrachtet, das ein idealisiertes Modell für reale Gase darstellt. Ein reales Gas verhält sich dann wie ein ideales, wenn sein Druck klein gegenüber dem kritischen Druck oder seine Temperatur groß gegenüber der kritischen Temperatur ist, die am kritischen Punkt vorliegen. Die leichten Edelgase und Wasserstoff kommen diesem Zustand am nächsten. In Luft liegt der kritische Punkt bei −141,65 °C und 36,6 bar, weswegen die thermische Zustandsgleichung idealer Gase auf der Erde in guter Näherung gilt. Es lautet:
{\displaystyle \rho ={\frac {p}{R_{s}\cdot T}}}
mit
| ρ  | – | Dichte. Unter Normbedingungen hat Luft die Dichte 1,2922 kg/m3              |
| p  | – | Druck                                                                       |
| Rs | – | individuelle oder spezifische Gaskonstante. In Luft ist Rs=287,058 J/(kg·K) |
| T  | – | absolute Temperatur                                                         |

Aus den thermischen und kalorischen Zustandsgleichungen ergibt sich mit den spezifischen Wärmekapazitäten cp,v bei konstantem Druck bzw. Volumen aus cp=cv+Rs und dem Isentropenexponent κ=cp/cv der Zusammenhang
{\displaystyle c_{p}={\frac {\kappa }{\kappa -1}}R_{s}}

### Barotropie
Die Aufstellung von mathematischen Formeln gelingt nur mit Idealisierungen. Eine wichtige solche Annahme ist, dass das Gas barotrop ist, d. h. die Dichte eine Funktion allein des Drucks ist. Dann gibt es eine Druckfunktion P mit der Eigenschaft
{\displaystyle P:=\int {\frac {\mathrm {d} p}{\rho (p)}}\quad \Leftrightarrow \quad \mathrm {d} P={\frac {\mathrm {d} p}{\rho }}\quad \Leftrightarrow \quad \nabla P={\frac {1}{\rho }}\nabla p}
Barotropie kann unter folgenden Bedingungen angenommen werden::118
- Wenn die Temperatur T überall gleich ist, also die Gesetze der isothermen Zustandsänderung gelten. Hier ist

{\displaystyle P=R_{s}T\ln \left({\frac {p}{p_{0}}}\right)}
Darin bildet ln den natürlichen Logarithmus und die mit Null indizierten Größen beziehen sich auf einen Bezugspunkt im Gas.
- Wenn die Entropie überall gleich ist, also die Gesetze der isentropen Zustandsänderung gelten. Dann ist

{\displaystyle P={\frac {\kappa }{\kappa -1}}{\frac {p_{0}}{\rho _{0}}}\left[\left({\frac {p}{p_{0}}}\right)^{\frac {\kappa -1}{\kappa }}-1\right]}
Hier ist κ der Isentropenexponent (in Luft ≈1,4).
- Wenn das Gas im betrachteten Fall näherungsweise inkompressibel ist, wie es zum Beispiel in der #Gaszentrifuge möglich ist. Dann ist

{\displaystyle P={\frac {p-p_{0}}{\rho _{0}}}}
In diesen Fällen sind die Isobaren auch Isothermen und Isopyknen des idealen Gases, siehe Fluidstatik#Dichte in ruhenden Fluiden. Die #Grundgleichung der Aerostatik liefert mittels Trennung der Variablen die Grundgleichung für das barotrope ideale Gas:
{\displaystyle {\frac {\mathrm {d} p}{\rho (p)}}=-g\mathrm {d} h\;\rightarrow \quad \int _{p_{0}}^{p}{\frac {\mathrm {d} p'}{\rho (p')}}=-g\int _{h_{0}}^{h}\mathrm {d} h'\;\rightarrow \quad P=-g(h-h_{0}):=-g\Delta h}
wo Δh für die Höhendifferenz h−h0 steht. Als Bezugspunkt (Index Null) sind die Standardbedingungen und die Normatmosphäre geeignet.
Die #höhenabhängige Erdbeschleunigung ergibt die Grundgleichung
{\displaystyle P=\int _{0}^{h}-g(h')\mathrm {d} h'=-{\frac {g_{0}h}{1+{\frac {h}{R}}}}\approx -g_{0}h\left(1-{\frac {h}{R}}\right)}
Hier ist der Bezugspunkt bei h=0. Die letzte Formel ist die in der Erdatmosphäre probate Näherung für h≪R. Mit Normalschwereformeln kann im Faktor g0 der Breitengrad und die Erdrotation berücksichtigt werden. Diese Schwerkraftkorrektur kann in barometrischen Höhenformeln p=p(h) berücksichtigt werden, indem die geographische Höhe h durch die dynamische oder geopotenzielle Höhe
{\displaystyle h_{p}={\frac {h}{1+{\frac {h}{R}}}}={\frac {Rh}{R+h}}\approx h\left(1-{\frac {h}{R}}\right)={\frac {h(R-h)}{R}}}
ersetzt wird: p(h) ↦ p(hp), wie beispielsweise in der Normatmosphäre#US-Standardatmosphäre 1976. Die mit dieser Höhe gefundenen Isobaren heißen in der Meteorologie Hauptdruckflächen, die bei Berücksichtigung der Erdrotation selbst bei kugelförmig gedachter Erde nicht mehr kugelförmig sind.

## Anwendungen

### Barometrische Höhenformeln
Die barometrischen Höhenformeln geben den Druck als Funktion der Höhe an. Der Druck ist nach dem Pascal’schen Gesetz Ergebnis des Gewichts der Luftsäule, die auf dem betrachteten Ort lastet. Die Luftdichte verändert sich mit der Luftfeuchte, der Temperatur (Witterung) und dem Druck in komplizierter Weise, womit auch das Gewicht der Luftsäule nicht einfach zu berechnen ist. Für die Ermittlung des höhenabhängigen Drucks muss auf Messwerte oder Näherungen zurückgegriffen werden.:45 Eine gebräuchliche Näherung ist die #Barotropie, die in isothermer oder isentroper Atmosphäre vorliegt.

#### Isotherme Atmosphäre mit konstanter Temperatur
In der isothermen Atmosphäre ist die Temperatur überall gleich, was eine probate Annahme bei geringen Höhenunterschieden wie auch bei Gasen in Behältern ist. Die #Druckfunktion P für die isotherme Atmosphäre und die #Grundgleichung P=-gΔh ergeben bei konstanter Schwerebeschleunigung g::45:28:165
{\displaystyle R_{s}T\ln \left({\frac {p}{p_{0}}}\right)=-g\Delta h\;\rightarrow \quad p(h)=p_{0}e^{-{\frac {g\Delta h}{R_{s}T}}}}
Mit der Skalenhöhe {\displaystyle h_{s}:={\tfrac {R_{s}T}{g}}} schreibt sich die Höhenformel:
{\displaystyle p(h)=p_{0}\mathrm {e} ^{-{\frac {\Delta h}{h_{s}}}}}
Für die Dichte eines isothermen idealen Gases gilt
{\displaystyle {\frac {\rho }{\rho _{0}}}={\frac {p}{p_{0}}}=e^{-{\frac {\Delta h}{h_{s}}}}\;\rightarrow \quad \rho =\rho _{0}\mathrm {e} ^{-{\frac {\Delta h}{h_{s}}}}}
mit der Referenzdichte {\displaystyle \rho _{0}={\tfrac {p_{0}}{gh_{s}}}={\tfrac {p_{0}}{R_{s}\cdot T}}}, siehe #Ideale Gasgleichung.
Schwerkraftkorrekturen können in einfacher Weise mit der #geopotenziellen Höhe eingebracht werden.

#### Adiabatische Atmosphäre mit linearem Temperaturverlauf
In der isentropen oder adiabatischen Atmosphäre ist die Entropie überall gleich, was bei ruhender Atmosphäre im thermischen Gleichgewicht (ohne Wärmeflüsse) eine probate Annahme ist. Die #Druckfunktion P für die adiabatische Atmosphäre und die #Grundgleichung P=-gΔh ergibt bei konstanter Schwerebeschleunigung g::165:45
{\displaystyle P={\frac {\kappa }{\kappa -1}}{\frac {p_{0}}{\rho _{0}}}\left[\left({\frac {p}{p_{0}}}\right)^{\frac {\kappa -1}{\kappa }}-1\right]=-g\Delta h\;\rightarrow \quad p(h)=p_{0}\left(1-{\frac {\kappa -1}{\kappa }}{\frac {\rho _{0}g}{p_{0}}}\Delta h\right)^{\frac {\kappa }{\kappa -1}}}
Aus den Adiabaten des idealen Gases ergibt sich die Dichte aus den Volumina V, die bei konstanter Masse umgekehrt proportional zur Dichte sind:
{\displaystyle {\frac {p}{p_{0}}}=\left({\frac {V_{0}}{V}}\right)^{\kappa }=\left({\frac {\rho }{\rho _{0}}}\right)^{\kappa }\;\rightarrow \quad \rho (h)=\rho _{0}\left(1-{\frac {\kappa -1}{\kappa }}{\frac {\rho _{0}g}{p_{0}}}\Delta h\right)^{\frac {1}{\kappa -1}}}
Die Temperatur nimmt im Vergleich zur Bezugstemperatur {\displaystyle T_{0}={\tfrac {p_{0}}{R_{s}\cdot \rho _{0}}}} (#Ideale Gasgleichung) linear mit der Höhe ab:
{\displaystyle {\frac {T}{T_{0}}}=\left({\frac {p}{p_{0}}}\right)^{\frac {\kappa -1}{\kappa }}\;\rightarrow \quad T(h)=T_{0}-{\frac {\kappa -1}{\kappa }}{\frac {g}{R_{s}}}\Delta h=T_{0}-{\frac {g}{c_{p}}}\Delta h}
mit der spezifischen Wärmekapazität bei konstantem Druck {\displaystyle c_{p}={\tfrac {\kappa R_{s}}{\kappa -1}}}. In trockener Luft ist g/cp ≈ 1 °C/100m, sodass in ruhender adiabatischer Erdatmosphäre aus trockener Luft die Temperatur um etwa ein Grad auf 100 Meter Höhendifferenz abnimmt.
Schwerkraftkorrekturen können in einfacher Weise mit der #geopotenziellen Höhe eingebracht werden.

#### Babinets barometrische Höhenformel
Von Jacques Babinet stammt eine bis 2000 m Höhe geeignete Formel zur einfachen Berechnung von Höhen aus gemessenen Drücken und Temperaturen:
{\displaystyle h=16010\cdot {\big (}1+0{,}002(\theta _{0}+\theta _{h}){\big )}{\frac {p_{0}-p_{h}}{p_{0}+p_{h}}}}
wo θ die Temperatur in Grad Celsius ist und die Höhe h im Metern herauskommt. Die Indizes verweisen auf den Ort der Messung: Null für die untere und h für die obere Station.
Der Formel liegen die #Ideale Gasgleichung {\displaystyle \rho ={\tfrac {p}{R_{s}T}}} und die Annahmen
{\displaystyle p\approx {\frac {p_{0}+p_{h}}{2}}={\text{konst.}}\,,\;T\approx {\frac {T_{0}+T_{h}}{2}}={\text{konst.}}\,,\;g={\text{konst.}}}
zugrunde.:201 Das wird in die #Grundgleichung der Aerostatik eingesetzt
{\displaystyle \mathrm {d} p=-\rho g\,\mathrm {d} h=-{\frac {gp}{R_{s}T}}\,\mathrm {d} h\;\rightarrow \quad \int _{p_{0}}^{p_{h}}{\frac {2\,\mathrm {d} p}{p_{0}+p_{h}}}=-\int _{0}^{h}{\frac {2g\,\mathrm {d} h}{R_{s}(T_{0}+T_{h})}}}
und integriert
{\displaystyle {\frac {p_{h}-p_{0}}{p_{0}+p_{h}}}=-{\frac {gh}{R_{s}(T_{0}+T_{h})}}\;\rightarrow \quad h={\frac {R_{s}}{g}}(T_{0}+T_{h}){\frac {p_{0}-p_{h}}{p_{0}+p_{h}}}}
Mit der Umrechnung von Kelvin in Grad (°) Celsius T=273,15°+θ entsteht
{\displaystyle h={\frac {R_{s}}{g}}(546{,}3^{\circ }+\theta _{0}+\theta _{h}){\frac {p_{0}-p_{h}}{p_{0}+p_{h}}}={\frac {546{,}3^{\circ }\cdot R_{s}}{g}}\left(1+{\frac {1}{546{,}3^{\circ }}}(\theta _{0}+\theta _{h})\right){\frac {p_{0}-p_{h}}{p_{0}+p_{h}}}}
was in etwa obiger Formel entspricht.

### Stabile Atmosphärenschichtungen
Ein Gas kann sich im mechanischen Gleichgewicht befinden, ohne dass es dabei im thermischen Gleichgewicht ist, d. h. Wärmefluss stattfindet. Wenn dabei auch kein mechanisches Gleichgewicht vorliegt, wird bei kleinsten Störungen eine konvektive Temperaturausgleichsströmung eintreten. Die Stabilitätsbedingung für das mechanische Gleichgewicht ist auch die Bedingung für das Ausbleiben von Konvektion.:206
In einer stabilen Atmosphärenschichtung wird die Dichte mit der Höhe geringer, siehe Fluidstatik#Dichte in ruhenden Fluiden. Die Schichtung ist aber nur dann stabil, wenn die Dichte wenigstens so stark wie in der homentropen Dichteschichtung abnimmt, wie sie die #Adiabatische Atmosphäre mit linearem Temperaturverlauf aufweist. Dort ist
{\displaystyle T(h)=T_{0}-{\frac {\kappa -1}{\kappa }}{\frac {g}{R_{s}}}\Delta h\;\rightarrow \quad {\frac {\partial T}{\partial h}}=-{\frac {\kappa -1}{\kappa }}{\frac {g}{R_{s}}}=-{\frac {g}{c_{p}}}}
mit
| T     | – | Temperatur                                                                      |
| h     | – | Höhe und                                                                        |
| ∂T/∂h | – | Temperaturänderung mit der Höhe,                                                |
| κ     | – | Isentropenexponent, in Luft ist κ≈1,4.                                          |
| Rs    | – | spezifische Gaskonstante, in Luft ist Rs=287,058 J/(kg·K)                       |
| g     | – | Schwerebeschleunigung und                                                       |
| cp    | – | spezifische Wärmekapazität bei konstantem Druck, in Luft ist cp=1004,7 J/(kg·K) |

Die Schichtung ist mechanisch instabil, wenn die Temperatur stärker abnimmt, und sie ist stabil, wenn die Temperatur schwächer abnimmt, d. h.
{\displaystyle {\frac {\partial T}{\partial h}}>-{\frac {g}{c_{p}}}}   bedeutet mechanische Stabilität.:206:166
In trockner Luft bedeutet {\displaystyle {\tfrac {\partial T}{\partial h}}>-1\mathrm {\tfrac {^{\circ }C}{100\,m}} } mechanische Stabilität.
Denn steigt ein Gasballen etwas auf, gerät er in ein Gebiet geringeren Drucks und dehnt sich entsprechend aus. Wenn dies ohne Wärmeübertragung, d. h. adiabat erfolgt, verringert sich seine Dichte gerade so, wie es die #Adiabatische Atmosphäre mit linearem Temperaturverlauf zeigt. In ihr herrscht indifferentes Gleichgewicht mit mechanisch neutraler Schichtung. Temperatur und Dichte verhalten sich reziprok zueinander. Wenn die Dichte mit der Höhe stärker abnimmt als in der adiabaten Atmosphäre, bedeutet das mechanische Stabilität und dass die Temperatur mit der Höhe weniger stark abnimmt als in der adiabaten Atmosphäre, und umgekehrt.:166
Die Gasschichtung ist mechanisch besonders stabil, wenn die Temperatur mit der Höhe steigt, was in der Meteorologie Inversionswetterlage genannt wird.

### Aerostatischer Auftrieb
Ein im Schwerefeld von einem Gas umgebener Körper verdrängt das Gas. Entfernt man gedanklich den Körper und ersetzt ihn mittels des #Erstarrungsprinzips durch ein schwereloses starres Volumen, dann erfährt dieses durch das umgebende Gas eine Auftriebskraft. Je nachdem diese größer, gleich oder kleiner ist wie die Gewichtskraft des Körpers, wird dieser aufsteigen, die Höhe halten oder absinken. Für die Berechnung der Auftriebskraft muss bei großen Körpern die mit der Höhe variierende Dichte berücksichtigt werden.:203f
Jedenfalls nimmt die Dichte der Luft mit der Höhe ab, sodass ein Körper mit konstantem Volumen und Gewicht nicht beliebig weit aufsteigt, sondern nur bis zu der Höhe, in der die Luftdichte gerade noch groß genug ist, ihn zu tragen.

### Gaszentrifuge
Wenn ein mit Gas gefüllter Behälter wie in einer Gaszentrifuge in gleichmäßige Rotation versetzt wird, dann teilt sich die Bewegung über die Haftbedingung und die in realen Gasen immer vorhandene Viskosität dem gesamten Gasvolumen mit. Nach hinreichend langer Zeit rotiert das Gas mit dem Behälter, d. h. es ruht im rotierenden Behälter, sodass die #Gesetze der Aerostatik angewendet werden können.
Auf die Gasteilchen wirken im mit der Winkelgeschwindigkeit ω rotierenden Bezugssystem die Zentrifugalkraft in radialer r-Richtung und die Schwerkraft entgegen der nach oben weisenden vertikalen z-Richtung, siehe Hydrostatik#Gleichmäßig rotierende Flüssigkeit. Für die #Druckfunktion ergibt sich:
| radial:   | {\displaystyle {\frac {\partial p}{\partial r}}=\rho \omega ^{2}r} | → | {\displaystyle {\frac {\partial p}{\rho }}=\omega ^{2}r\,\mathrm {d} r} | → | {\displaystyle P={\frac {\omega ^{2}}{2}}r^{2}+C_{r}(h)} |
| vertikal: | {\displaystyle {\frac {\partial p}{\partial h}}=-\rho g}           | → | {\displaystyle {\frac {\partial p}{\rho }}=-g\,\mathrm {d} h}           | → | {\displaystyle P=-gh+C_{h}(r)}                           |

Die Integrationskonstanten {\displaystyle C_{r}(h),\,C_{h}(r)} sind hier Funktionen, die sich aus dem Koeffizientenvergleich ergeben, mit dem Ergebnis:
{\displaystyle P={\frac {\omega ^{2}}{2}}r^{2}-gh+C}
wo C die den Funktionen Cr,h gemeinsame Konstante ist. Das isotherme ideale Gas besitzt die #Druckfunktion {\displaystyle P=R_{s}T\ln \left({\tfrac {p}{p_{0}}}\right)} mit der Konsequenz:203
{\displaystyle R_{s}T\ln \left({\tfrac {p}{p_{0}}}\right)={\frac {\omega ^{2}}{2}}r^{2}-gh+C\;\rightarrow \quad p=p_{0}e^{\frac {\omega ^{2}r^{2}-2gh}{2R_{s}T}}}
wo der Faktor eC⁄(RsT) dem Druck p0 zugeschlagen wurde, der bei r=h=0 herrscht und dort gemessen werden kann. Die Dichte hängt über die #Ideale Gasgleichung {\displaystyle \rho ={\tfrac {p}{R_{s}\cdot T}}} mit dem Druck und der Temperatur zusammen. Auf den Behälterwänden lastet der Druck gemäß der Tabelle.
| Rand           | Druck                                                            |
| -------------- | ---------------------------------------------------------------- |
| Boden bei h=0  | {\displaystyle p=p_{0}e^{\frac {\omega ^{2}r^{2}}{2R_{s}T}}}     |
| Wand bei r=R   | {\displaystyle p=p_{0}e^{\frac {\omega ^{2}R^{2}-2gh}{2R_{s}T}}} |
| Deckel bei h=H | {\displaystyle p=p_{0}e^{\frac {\omega ^{2}r^{2}-2gH}{2R_{s}T}}} |

Wo im Behälter {\displaystyle {\tfrac {\omega ^{2}r^{2}-2gh}{2R_{s}T}}\ll 1} ist, kann die Näherung ex≈1+x angewendet werden:
{\displaystyle p=p_{0}e^{\frac {\omega ^{2}r^{2}-2gh}{2R_{s}T}}\approx p_{0}\left(1+{\frac {\omega ^{2}r^{2}-2gh}{2R_{s}T}}\right)=p_{0}+{\frac {\rho _{0}}{2}}\omega ^{2}r^{2}-\rho _{0}gh}
was sich auch bei Inkompressibilität mit der #Druckfunktion P=(p−p0)/ρ ergibt. Die rechte Gleichung lässt sich daher auf eine rotierende Flüssigkeit übertragen.